# دان دانکن
دان دانکن (انگلیسی: Dan Duncan؛ ۲ ژانویهٔ ۱۹۳۳ – ۲۸ مارس ۲۰۱۰) کارآفرین، بازرگان و مدیر ارشد اجرایی آمریکایی بود، که در سال ۱۹۶۸ شرکت اینترپرایز پروداکتس را تأسیس نمود.